# Tommie-Amber Pirie
Pour les articles homonymes, voir Tommie, Amber et Pirie.
Tommie-Amber Pirie est une actrice canadienne.

## Filmographie

### Actrice

#### Cinéma
- 2009 : The Trotsky : Sarah Bronstein, la sœur de Leon
- 2009 : Stripped Naked : Jade
- 2010 : New Year : Heather Thomson
- 2013 : The F Word : Gretchen
- 2013 : The Birder : Laura
- 2014 : Pretend We're Kissing : Jordan
- 2014 : Don't Get Killed in Alaska : Liney
- 2015 : How to Plan an Orgy in a Small Town : Polly Murray
- 2015 : Tell the World : Ellen Harmon
- 2016 : Below Her Mouth : Quinn
- 2016 : Clusterf*ck : Vanessa

##### Courts-métrages
- 2013 : Out : Kezia
- 2014 : Bastards : Twyla
- 2014 : Parachute : Kris
- 2015 : I Don't Love You Like That
- 2016 : Sunny Side Up : Sarah
- 2017 : Reel Women Seen : Directeur de Photographie
- 2020 : Mary IV : Mary

#### Télévision

##### Séries télévisées
- 2004 : H2O (saison 1, épisodes 1 et 2) : Sally
- 2009 : The Border (saison 3, épisode 8) : Hunter
- 2010 : 18 to Life (saison 1, épisode 1) : Ava Turner
- 2010 : Living in Your Car (saison 1, épisode 12) : Mary
- 2010 : Rookie Blue (saison 1, épisode 11) : Tamara Kwan
- 2011 : My Babysitter's a Vampire (saison 1, épisode 11) : l'employée de bureau
- 2011-2017 : Michael: Tuesdays and Thursdays (en) (17 épisodes) : Claire Webb
- 2012 : Jessica King (saison 2, épisode 5) : Pia Sodano
- 2012 : Warehouse 13 (saison 4, épisode 4) : Dina
- 2013 : Long Story, Short (5 épisodes) : Carson
- 2013 : Lost Girl (saison 3, épisode 1) : Sylvie
- 2014 : The Listener (saison 5, épisode 10) : Carly / Margeaux
- 2014 : Dad Drives (pilote) : Trish
- 2015-2016 : Bitten (15 épisodes) : Paige Winterbourne
- 2017 : Private Eyes (saison 2, épisode 7) : Street Musician
- 2017 : Killjoys (saison 3, épisodes 1 & 2) : Olli / Oleana
- 2021 : Ginny & Georgia (saison 1, épisodes 1 & 2) : Susan
- 2021 : TallBoyz (saison 2, épisode 4) : Lizzie
- 2025 : Les Enquêtes de Murdoch : Olivia Leeming (saison 18, épisode 4)

##### Téléfilms
- 2007 : Telle mère, telle fille (Like Mother, Like Daughter) de Robert Malenfant : Sarah
- 2008 : Girl's Best Friend de Peter Svatek : Mary Double
- 2008 : Mon protégé (A Teacher's Crime) de Robert Malenfant : Jennifer Smith
- 2009 : Final Verdict de Richard Roy : Lucy
- 2011 : Le Feu de la vengeance (Another Man's Wife) de Anthony Lefresne : Skylar Warner
- 2020 : Love Song (Country at Heart) de Bradley Walsh : Jenny Michaels
- 2021 : Séduite par l’homme de ma fille (Family Seductions) de Avi Federgreen : Ange Hart
- 2022 : Le combat d'une survivante (Therapy Nightmares) de Penelope Buitenhuis : Leah Hayes

### Réalisatrice, scénariste et productrice
- 2015 : I Don't Love You Like That (court métrage)